# Mikulov (Polsko)
Mikulov (polsky Mikołów  [mʲi'kɔu̯uf]IPA, německy Nikolai) je město v jižním Polsku ve Slezském vojvodství, sídlo okresu Mikulov. Leží na historickém území Horního Slezska v jižní části dvoumilionové katovické konurbace. V samotném Mikulově žilo v prosinci 2023 41 618 obyvatel.
Mikulovský okres měl při posledním sčítání lidu (2011) druhý největší podíl slezské národnosti – 40,5 %, ale většina z nich se také přihlásila k polské národnosti, takže 81,2 % obyvatel okresu se přihlásilo k polské národnosti (v Polsku můžete uvést dvě národnosti).[zdroj?]

## Historie
První písemná zmínka o Mikulově pochází z roku 1222. Městská práva získal v roce 1547. Náležel Pštinskému panství a spolu s ním byl součástí Koruny království českého a Habsburské monarchie, než po slezských válkách v roce 1742 připadl Prusku. Rozvoj průmyslu v 19. století byl zde méně intenzivní, než v ostatních městech dnes tvořících katovickou konurbaci. Několik v té době v Mikulově založených dolů a hutí záhy zaniklo. Většího úspěchu dosáhla třeba továrna na parní kotle Heinricha Koetze (1872), která funguje dodnes pod názvem Mifama, nebo papírna Carla Gustava Dittricha (později Mikulovské papírenské závody, 1862–2007). Přestože v hornoslezském plebiscitu se 55,6 % hlasujících v Mikulově vyslovilo pro setrvání v Německu, město i s okolím bylo v roce 1922 připojeno k Polsku. Při správní reformě v roce 1978 byly připojeny Borowa Wieś, Mokre, Paniowy, Śmiłowice, a při další roku 1998 se Mikulov stal okresním městem. Od roku 1994 patří k městu též Bujaków.
V Mikulově je podstatně méně dělnických kolonií s familoky a panelových sídlišť, než ve zbytku aglomerace. Naopak převažuje rodinná zástavba, která se v posledních desetiletích výrazně rozrůstá v důsledku suburbanizace Katovic.

## Památky
Památky Mikulova jsou seskupeny v oblasti zachovalého historického jádra s hlavním náměstím – Rynkem. Patří k nim pozdněgotický farní kostel Panny Marie Sněžné, novorenesanční radnice z roku 1872, novogotický evangelický kostel sv. Jana postavený v roce 1862, nebo židovský hřbitov s více než třemi sty dochovaných hrobů (nejstarší z roku 1728). Městem protéká říčka Jamna, podél níž se táhnou městské sady zvané Planty. V městské části Mokre se nachází Slezská botanická zahrada (Śląski Ogród Botaniczny).

## Doprava
Prochází tudy železniční trať z Katovic do Rybniku a Bohumína – nádraží Mikołów a zastávka Mikołów Jamna –, a také dvě státní silnice: č. 44 spojující Tychy a Hlivice a č. 81 z Katovic přes Žárov do Visly na Těšínsku. Městskou dopravu zajišťují autobusy v rámci integrovaného systému katovické aglomerace (Zarząd Transportu Metropolitalnego, ZTM).